# 右旋甲状腺素
右旋甲状腺素，英文：Dextrothyroxine，商品名：Choloxin，是甲状腺素的右旋异构体。起初该化合物被研发，以用于降胆固醇药物，但由于其心脏副作用而被退出市场。该药物会增加肝脂肪酶，从而提高甘油三酯的利用率并降低血清中脂蛋白（a）的水平。